# Hoya carnosa
Il fiore di cera (Hoya carnosa (L.f.) R.Br., 1810) è una pianta rampicante della famiglia delle Apocinacee.

## Descrizione
Ha portamento lianoso con fusticini che si allungano anche per metri in natura. Foglie verde brillante lunghe 6-10cm. I fiori sono dolcemente profumati, soprattutto alla sera, di colore rosa chiaro. 
Sono al centro di una struttura pentastellata.

## Distribuzione e habitat
La specie è diffusa in Asia orientale.